# Paul Erdman
Paul Erdman (n. 19 mai 1932 – d. 23 aprilie 2007, Sonoma, California, SUA) a fost un scriitor american despre afaceri și finanțe.

## Scrieri (selecție)
- The Billion Dollar Sure Thing (1973)
- The Silver Bears (1974)
- The Crash Of '79 (1976)
- The Last Days Of America (1981)
- The Panic Of '89 (1986)
- The Palace (1987)
- The Swiss Account (1992)
- Zero Coupon (1993)
- The Set-up (1997)

## Traduceri în limba română (selecție)
- Filiera elvețiană (The Swiss Account), RAO, 2008
- Panica din 89 (The Panic Of '89), RAO, 2008
- Sub semnul riscului, RAO, 2000